# 原足鉤
原足鉤是鱗翅目幼蟲的原足（Prolegs）的一個特徵，為其末端的一個小圓圈鉤夾。原足鉤的排列方式及其數目，在分辨該物種所屬的科很有用。
原足不是一種真正的腳：其形態沒有關節，所以也不會像其成蟲的胸足那樣可以分為五節。原足只有有限的肌肉，其大部分的運動依靠液壓動力。